# Detroit Film Critics Society Awards 2011
5. ročník udílení cen Detroit Film Critics Society Awards předal ceny v těchto kategoriích:

## Vítězové a nominovaní

### Nejlepší film
Umělec
- Děti moje
- Hugo a jeho velký objev
- Take Shelter
- Strom života

### Nejlepší režisér
Michel Hazanavicius – Umělec
- Terrence Malick – Strom života
- Jeff Nichols – Take Shelter
- Martin Scorsese – Hugo a jeho velký objev
- Nicolas Winding Refn – Drive

### Nejlepší herec v hlavní roli
Michael Fassbender – Stud jako Brandon Sullivan
- George Clooney – Děti moje jako Matt King
- Jean Dujardin – Umělec jako George Valentin
- Brad Pitt – Moneyball jako Billy Beane
- Michael Shannon – Take Shelter jako Curtis LaForche

### Nejlepší herečka v hlavní roli
Michelle Williamsová – Můj týden s Marilyn jako Marilyn Monroe
- Viola Davis – Černobílý svět jako Aibileen Clark
- Felicity Jones – Zamilovaní jako Anna Maria Gardner
- Meryl Streepová – Železná lady jako Margaret Thatcherová
- Charlize Theronová – Znovu a jinak jako Mavis Gary

### Nejlepší herec ve vedlejší roli
Christopher Plummer – Začátky jako Hal Fields
- Kenneth Branagh – Můj týden s Marilyn jako Laurence Olivier
- Albert Brooks – Drive jako Bernie Rose
- Ryan Gosling – Bláznivá, zatracená láska jako Jacob Palmer
- Patton Oswalt – Znovu a jinak jako Matt Freehauf

### Nejlepší herečka ve vedlejší roli
Carey Mulligan – Stud jako Sissy Sullivan
- Bérénice Bejo – Umělec jako Peppy Miller
- Jessica Chastainová – Take Shelter jako Samantha LaForche
- Vanessa Redgrave – Coriolanus jako Volumnia
- Octavia Spencerová – Černobílý svět jako Minny Jackson

### Nejlepší obsazení
Bůh masakru
- Cedar Rapids
- Bláznivá, zatracená láska
- Černobílý svět
- Margin Call
- Win Win

### Objev roku
Jessica Chastainová – Černobílý svět, Take Shelter a Strom života jako Celia Foote, Samantha LaForche a paní O’Brien
- Felicity Jones – Zamilovaní jako Anna Maria Gardner
- Melissa McCarthy – Ženy sobě jako Megan Price
- Elizabeth Olsen – Martha Marcy May Marlene jako Martha
- Shailene Woodley – Děti moje jako Alexandra King

### Nejlepší scénář
Moneyball – Steven Zaillian a Aaron Sorkin
- 50/50 – Will Reiser
- Umělec – Michel Hazanavicius
- Začátky – Mike Mills
- Take Shelter – Jeff Nichols

### Nejlepší dokument
Tabloid
- Into Eternity
- Into the Abyss
- Marwencol
- We Were Here